# Petäistö
Petäistö eller Ryhmänjärvi är en sjö i Finland. Den ligger i kommunen Sievi i landskapet Norra Österbotten, i den centrala delen av landet, 400 km norr om huvudstaden Helsingfors. Petäistö ligger 101 meter över havet. Arean är 19,3 hektar och strandlinjen är 2,22 kilometer lång. Sjön  ingår i Kalajoki älvs huvudavrinningsområde.   Den ligger vid sjön Lovetjärvi. I omgivningarna runt Petäistö växer i huvudsak blandskog.